# Monastria papillosa
Monastria papillosa es una especie de insecto blatodeo de la familia Blaberidae, subfamilia Blaberinae.

## Distribución geográfica
Se pueden encontrar en Brasil.

## Sinónimos
- Blatta papillosa Thunberg, 1826.
- Monachoda granosa Brunner von Wattenwyl, 1865.